# Elemér Lavotha
Elemér Lavotha, född 1952, är en svensk cellist av ungersk härkomst.
Lavotha är utbildad vid Sibelius-Akademin i Helsingfors och vid Kungliga Musikhögskolan där hans lärare var Gunnar Norrby. Han har sedan studerat för Gregor Pjatigorskij och Pierre Fournier.

1973-2010 var Lavotha solocellist i Kungliga Filharmoniska Orkestern. Han är professor vid Kungliga Musikhögskolan och sedan 2004 ledamot av Kungliga Musikaliska Akademien.
Sedan 2015 är han cellist i Norrbotten NEO och konstnärlig rådgivare för Norrbottens Kammarorkester.